# Мерзебургски заклинания
Мерзебургски заклинания, наречени на мястото, където са се съхранили, са открити от Георг Вайц през 1841 г. в библиотеката на Мерзебургската катедрала в ръкопис, произхождащ от Фулда от IX или Х век и издадени за първи път от Якоб Грим (1842). Двете магически заклинания са единствените съхранени свидетелства на германския паганизъм на старовисоконемски език. От германската езикова област са съхранени доста заклинания, но повечето са от Средновековието и поради това носещи отпечатъка на християнството. Уникалното в Мерзебургските заклинания е техният предхристиянски произход (ок. 750 г.). Те са записани от грамотен духовник, вероятно в манастира във Фулда, на останала празна страница на литургическа книга – не е известно с каква цел е сторено. По този начин са дошли до нас заклинанията с каролингски минускули във форзаца на латинския сакрамент.

## MZ1 – Освобождаване на затворници
Първото Мерзебургско заклинание е за освобождаване. То описва как множество идизи (германски митологични същества) освобождават на бойното поле пленени войници от оковите им. Действителното магическо заклинание е представено от последния ред с „Откъсни се от стягащите те окови, избягай от враговете.“, който трябва да служи за освобождаване на войниците.
| Транслитерация Eiris sazun idisi sazun hera duoder. suma hapt heptidun, suma heri lezidun, suma clubodun umbi cuoniouuidi: insprinc haptbandun, inuar uigandun. |  | Груб превод на немски Einst saßen Idisen (срв. Идизи) saßen hier dorthin einige (срв. einsam;zusamen и англ. some) die Haft hefteten einige das Heer lähmten (срв. lassen, verletzen и лат. laedere, laesus – ранен) einige klaubten umher die Fesseln (срв. Weide) entspring den Haftbanden entfahr den Weiganden (=Kämpfern, срв. weigern) |  | Прецизен превод на немски Einst saßen Frauen, setzten sich hierher [und] dorthin. Einige banden Fesseln, einige hielten das Heer auf, einige lösten ringsumher die (Todes)Fesseln: Entspringe [dem] Fesselband, entflieh den Feinden! |

## MZ2 – Излекуване на коне
Второто заклинание се занимава с лечение на кон чрез разговор. Балдур (на немски: Balder) и Водан яздят през гората (holza), при което конят на Балдар изкълчва своето копито. Заклинанието на Водан е: „Кост към кост, кръв към кръв, член към членове, сякаш са скачени.“ Така показват изображения от V и VI в. Водан при излекуването на кон. Другите божествени имена не могат да се идентифицират. Единствените безспорни са Один – Uuôdan (Wodan, Wotan, Odin) и Фрия – „Frîia“ (Frija, съпругата на Один). Поради различните интерпретации не е сигурно дали другите имена са на богове.
| Транслитерация Phol ende uuodan uuorun zi holza. du uuart demo balderes uolon sin uuoz birenkit. thu biguol en sinthgunt, sunna era suister; thu biguol en friia, uolla era suister; thu biguol en uuodan, so he uuola conda: sose benrenki, sose bluotrenki, sose lidirenki: ben zi bena, bluot zi bluoda, lid zi geliden, sose gelimida sin. |  | Груб превод Phol und Wodan fuhren (vgl. inuar in MZ1) zu Holze da ward dem Balders Fohlen sein Fuß verrenkt da besang (Galster=Zaubergesang, vgl. Nachtigall, Galan) ihn Sinthgunt (der) Sun(na) (vgl. Sonne, schön) ihre Schwester da besang ihn Frija (der) Volla ihre Schwester da besang ihn Wodan so er wohl konnte so die Knochenrenkung (vgl. beinhart, engl. bone) so die Blutrenkung so die Gliederrenkung Knochen zu Knochen Blut zu Blut Glied zu Gliedern, so geleimt sie seien. |  | Прецизен превод Phol und Wodan ritten ins Holz. Da wurde dem Fohlen Balders der Fuß verrenkt. Da besprach ihn Sinthgunt der Sunna, ihre Schwester (oder: Sunnas Schwester); da besprach ihn Frija, der Volla, ihre Schwester (oder: Vollas Schwester); da besprach ihn Wodan, wie nur er es verstand: Sei es Knochenverrenkung, sei es Blutverrenkung, sei es Gliedverrenkung: Knochen zu Knochen, Blut zu Blut, Glied zu Gliedern, so seien sie fest gefügt. |